# Aberl
Aberl ist ein Gemeindeteil von Markt Indersdorf im oberbayerischen Landkreis Dachau.
Die Einöde liegt circa fünf Kilometer nordwestlich vom Markt Indersdorfer Zentrum auf der Gemarkung Eichhofen und ist über die Kreisstraße DAH 2 zu erreichen.
Der Ort wurde 1271 als „huba Aepplini“ erstmals erwähnt.